# Bobby Connolly
William Harold Connolly (né le 4 juillet 1897 - mort le 24 février 1944) est un réalisateur et chorégraphe américain. Il a travaillé au cinéma et sur Broadway.
Connolly a été nommé 4 fois à l'Oscar de la meilleure chorégraphie pour son travail sur Casino de Paris (1935), Broadway Hostess (1935), Caïn et Mabel (1936) et Ready, Willing and Able (1937).
Il a été chorégraphe sur les plateau du Magicien d'Oz (1939) et For Me and My Gal (1942).